# 삼비르

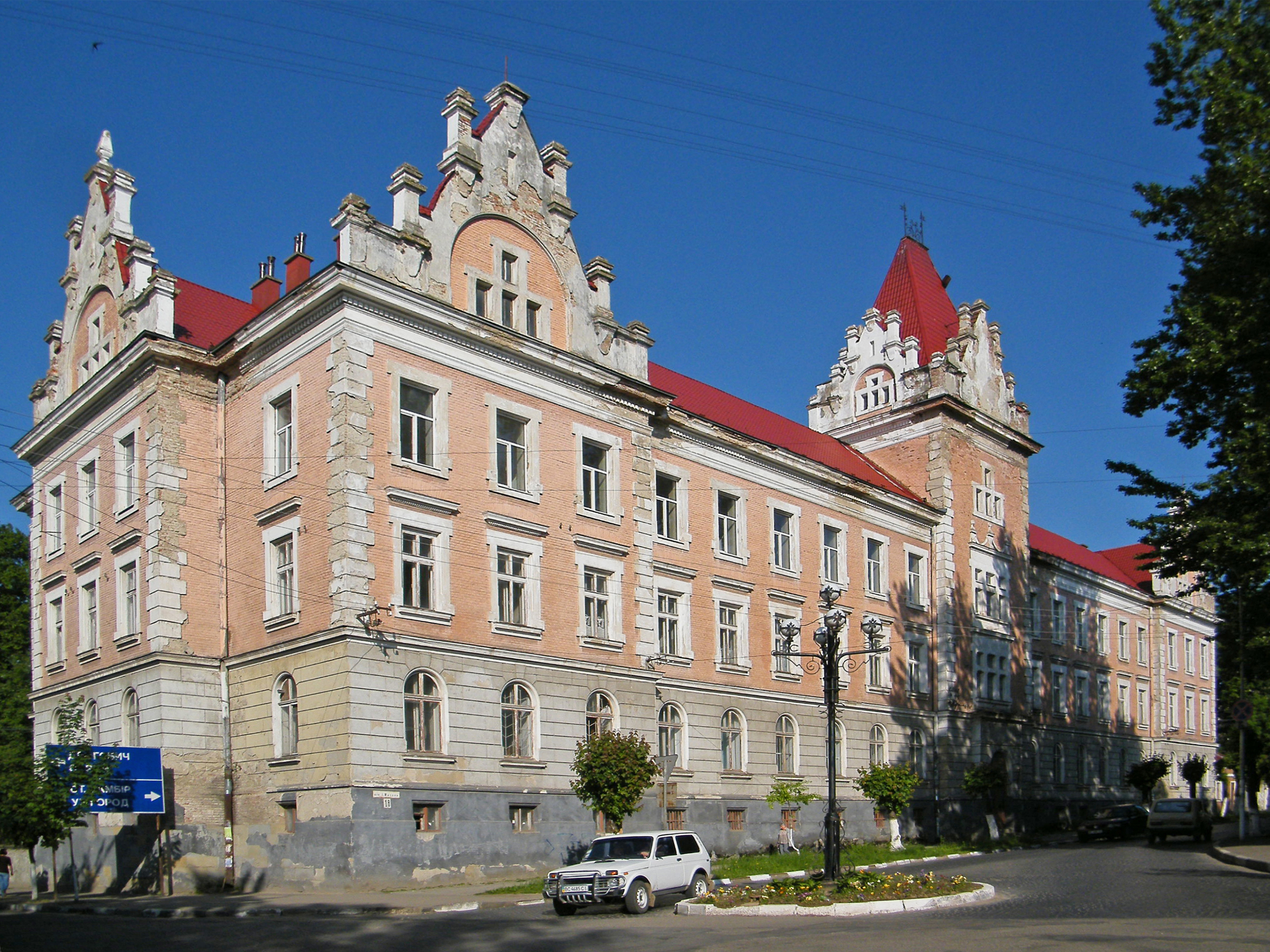
삼비르

삼비르(우크라이나어: Самбір, 폴란드어: Sambor 삼보르[*])는 우크라이나 서부에 위치한 리비우주의 도시로 면적은 24km2, 높이는 305.96m, 인구는 34,152명(2022년 기준), 인구 밀도는 2,685명/km2이다.
드네스트르강 좌안과 접하며 폴란드 국경과 가까운 지점에 위치한다. 동유럽과 서유럽을 연결하는 도로가 합류하는 곳이며 전기 철도 선로, 소유관, 전력선이 이 곳을 지나간다.

시기
시 문장